# Stenetrium zanzibarica
Stenetrium zanzibarica är en kräftdjursart som beskrevs av Brian Frederick Kensley och Marilyn Schotte 2002. Stenetrium zanzibarica ingår i släktet Stenetrium och familjen Stenetriidae.
Artens utbredningsområde är Tanzania. Inga underarter finns listade i Catalogue of Life.